# Guanare

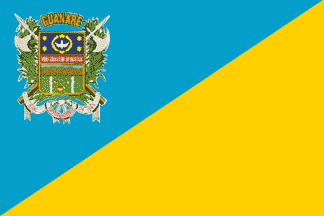
Bandeira Oficial de Guanare

Guanare é uma cidade venezuelana capital do estado de Portuguesa e do município de Guanare.
Foi fundada em 3 de Novembro de 1591 pelo navegador e capitão português João Fernandes Leão Pacheco (1543-, natural de Portimão.